# Indio Rico
Indio Rico es una localidad del sur de la provincia de Buenos Aires, Argentina, ubicada en el partido de Coronel Pringles.

## Ubicación
Se encuentra a 73 km al sudeste de la ciudad cabecera Coronel Pringles, y a 63 km de la ciudad de Tres Arroyos. Se ingresa a través de la ruta provincial 85, a 11 km de la misma por camino totalmente pavimentado.

## Toponimia
La denominación proviene del arroyo homónimo que pasa a 7 km de la localidad, su nombre indígena sería "Quetru Queyu" o "Guetzu-Gueyu" vocablo que significa "bajo o pantanoso" que se asemeja y mucho a las nacientes del arroyo. Mientras que la expresión "Indio Rico" corresponde al nombre que recibía el Cacique Catrillan por los blancos del lugar, según indica el Coronel José García en su Parte Militar de abril de 1822, García estimó que Catrillan (un indígena estanciero) pastaba sus animales a orillas del arroyo que tomó su nombre unos 16 000 vacunos, 8000 lanares y 8000 caballos.

## Historia
El lugar que hoy ocupa la localidad tuvo su historia de malones. Uno de ellos tuvo lugar el 14 de junio de 1870. Los indios entraron por el nacimiento del río Quequén Salado —hacia el cual afluye el arroyo Indio Rico— sorprendiendo a las fuerzas militares. Numerosos vecinos fueron muertos y sus viviendas arrasadas por el fuego.
La habilitación del almacén de ramos generales de Juan P. Alchurrut, a fines del siglo XIX fue unos de los primeros intentos habitacionales del lugar. El 7 de diciembre de 1929 el Ferrocarril del Sud inaugura la estación Indio Rico para transporte de cargas, pasajeros y haciendas. El 19 de febrero del año siguiente el poder ejecutivo provincial aprobó un proyecto de creación de un centro poblacional, sobre la base de tierras donadas por María Bernasconi, así con el remate de 300 lotes y 58 quintas se favoreció la radicación de familias, posteriormente complementada con un segundo remate de 418 lotes y 108 quintas.

## Economía
Su principal actividad es la agricultura y ganadería. Próximas a la localidad están ubicadas: la Planta Compresora "Indio Rico" sobre dos importantes gasoductos troncales perteneciente a TGS y la Planta de Bombeo "Indio Rico" sobre un importante oleoducto de YPF.

## Población
Cuenta con 1054 habitantes (Indec, 2010), lo que representa un descenso del 9,5 % frente a los 1165 habitantes (Indec, 2001) del censo anterior.
| Gráfica de evolución demográfica de Indio Rico entre 1991 y 2010 |
|                                                                  |
| Fuente: censos nacionales del INDEC                              |

## Educación
Posee educación preescolar, primaria y un instituto de enseñanza secundaria.

## Deportivas y Sociales
Los clubes Atlético y Social y Once Corazones canalizan las inquietudes deportivas y sociales.
Se destacan por su trascendencia los eventos tradicionalistas, como el de "Corcovos y Jinetes" que organiza Once Corazones o la "Fiesta Tradicionalista", con desfiles de carrozas, fogones y espectáculos artísticos que celebra anualmente el Rincón Criollo
El Club Once Corazones tiene como actividad deportiva principal el fútbol participando en la Liga Regional Tresarroyense en la primera División desde 1994 a la fecha, también se practica Bochas en instalaciones propias.
El Club Atlético y Social Indio Rico, tiene una única actividad deportiva, el Paddle.
Durante 10 años albergó sin saberlo al pedófilo Roberto Ricardo Jauregui. Cuando estalló un escándalo por abusos sexuales en Indio Rico, huyó a México con su hija Carla Jauregui, cómplice del delito. Fue extraditado en el 2023.

## Religión
La parroquia Nuestra Señora del Carmen inaugurada en 1940 de estilo bizantino romántico, exhibe una torre de 28 m y se constituye en un lugar de interés relevante.
A la entrada de la localidad hay una ermita dedicada a la Virgen del Carmen y el monumento al Indio, escultura en hierro dulce de 2,1 m.

## Medios de Comunicación
- Fm Real, 99.9 MHz.
- Radio Fm Aborigen, 105.3 MHz.
- Aborigen Digital.
- Sitio de noticias agropecuarias www.campototalweb.com.ar.
- DirecTV Argentina e InTV.
- El servicio de internet es brindado por las empresas SolNet, La Cooperativa Eléctrica y otros Servicios Públicos Limitada de Indio Rico y Starlink Satelital, este último cubriendo todo el Partido de Pringles.
- Diariamente recibe los periódicos La Voz del Pueblo de Tres Arroyos, El Diario de Pringles de Coronel Pringles, y La Nueva Provincia de Bahía Blanca.

## Parroquias de la Iglesia católica en Indio Rico
| Arquidiócesis | Bahía Blanca              |
| ------------- | ------------------------- |
| Parroquia     | Nuestra Señora del Carmen |